# Anniversary (TAOTAKの曲)
『Anniversary』（アニヴァーサリー）は、日本の音楽ユニット・TAOTAKの配信限定シングル。2018年11月16日にワーナーミュージック・ジャパンより発売された。

## 背景・リリース
2018年10月26日、ワーナー・ブラザース配給映画『春待つ僕ら』で共演している土屋太鳳と北村匠海の2人によるユニット・TAOTAK（タオタク）の結成および本楽曲の配信リリースを発表。土屋と北村は、2011年にテレビ東京系ドラマ『鈴木先生』で共演して以来互いに“幼馴染”と認める間柄で、今回のユニット結成発表にあたり土屋は「何もかもが切ない時も何もかもが不安な時も、音楽は私を元気にしてくれました。だからこそ、歌が好きという動機だけじゃ関わることが出来ないジャンルだと思うので、今回のお話は身に余り過ぎて、今も、震えます」「匠海は声をかけあってきた戦友で、ずっと音楽を真剣にやってきた人。ストリートライブを応援に行った7年前、ファンの方々の向こうで歌う姿は今よりずっと少年でした。まさかこんな日が来るとは……でも挑戦出来るからには、心を込めて届けたいと思います。私が今まで、元気をもらってきたように」、北村は「まだ中学生だった頃から知り合いの太鳳さんのまっすぐで透き通った歌声を僕の持てるものすべてで届けたいという気持ちでレコーディングしました」とコメントしている。
配信開始2日前である11月14日、本楽曲が『春待つ僕ら』の主題歌となることが発表された。

## 音楽性
本楽曲はウカスカジーの2ndアルバム『Tシャツと私たち』収録曲のカバーとなっている。「聴いた人を元気にできて、仲間を大切に想うメッセージを伝えたい!」という想いが込められており、土屋太鳳は「少しでも皆さんの心に寄り添えるような、一人でも多くの方の心をぎゅっと抱きしめることができるような曲になるように心を込めて歌いました」、北村匠海は「すごい前向きで明るい曲なので、歌っていてとても勇気付けられました」と語っている。
また、本楽曲は亀田誠治がプロデュースを担当している。亀田は「二人とも歌に対する姿勢がとても真摯で一生懸命。初めてのラップに挑戦したり、二人でハモったり。レコーディングは快調で楽しい思い出ばかりです」「誰もが思わず口ずさみたくなる、キラキラした青春のデュエットソングの誕生です」とコメントを寄せている。また、亀田について北村は「亀田さんのディレクションは本当に楽しくて、音楽のエネルギーだったり、化学反応的に起こる奇跡のようなものを感じました」とコメントしている。

## 収録曲
1. Anniversary [5:36]
  - 作詞・作曲：ウカスカジー / 編曲・プロデュース：亀田誠治

ウカスカジーの2ndアルバム『Tシャツと私たち』収録曲のカバー。
ワーナー・ブラザース配給映画『春待つ僕ら』主題歌[2]。
ミュージック・ビデオが制作されており、ソニー・ミュージックの公式YouTubeチャンネルでショートバージョンが公開されている。監督は『青空エール』『陽だまりの彼女』で土屋太鳳、北村匠海とそれぞれタッグを組んだ三木孝浩が務め、土屋と北村のほか『春待つ僕ら』の主要キャストである小関裕太、磯村勇斗、杉野遥亮、稲葉友も出演している。本ミュージック・ビデオに関して、土屋は「映画で共演したみんなとの撮影は、『Anniversary』の［みんな良い人ばかり 愛しい人ばかり］という歌詞に合っているので、すごく気持ちが入りました」とコメントしている[5]。

## テレビ出演
| 番組名   | 日付           | 放送局     | 演奏曲      |
| -------- | -------------- | ---------- | ----------- |
| スッキリ | 2018年12月14日 | 日本テレビ | Anniversary |